# Rodrigo y Gabriela
Rodrigo y Gabriela ist ein mexikanisches Gitarrenduo. Ihr Album Rodrigo y Gabriela erzielte auf Anhieb als erstes Instrumentalalbum überhaupt Platz 1 der Charts in ihrer Wahlheimat Irland. Ihre akustischen Gitarren setzen sie auch perkussiv virtuos ein.

## Geschichte
Rodrigo Sánchez (* 1974) und Gabriela Quintero (* 1973) spielten früher gemeinsam in der Thrash-Metal-Band Tierra Acida. Ohne große Erfolge erzielen zu können, zogen sie nach Irland, in der Hoffnung auf bessere Chancen für Nachwuchsmusiker. Hier spielten sie längere Zeit in Pubs und entwickelten dabei ihren Stil.
2002 veröffentlichten sie in eigener Produktion ihr erstes Album Re-Foc und 2004 Live Manchester and Dublin. 2005 schließlich kam der Durchbruch, als sie von Damien Rice entdeckt wurden und seine Tour als Vorband begleiteten. Ihr drittes Album Rodrigo y Gabriela wurde von John Leckie produziert, der zuvor schon mit Gruppen wie Radiohead oder Muse als Produzent Erfolge verzeichnen konnte. Das Album schaffte es auf Anhieb auf Platz eins der irischen Charts. Nach der Veröffentlichung in Irland erfolgte am 13. März 2006 die internationale Veröffentlichung des Albums.
Internationale Aufmerksamkeit erlangten sie nicht zuletzt durch ihre aufwändigen Coverversionen der Hits Stairway to Heaven von Led Zeppelin und Orion von Metallica.
2011 wirkten sie gemeinsam mit Hans Zimmer am Soundtrack von Pirates of the Caribbean – Fremde Gezeiten mit. Am 20. Januar 2011 begannen sie mit dem Schreiben und Aufnehmen der Musik. Der Soundtrack ist am 20. Mai 2011 im deutschen Sprachraum erschienen.
Für das Album Mettavolution bekamen sie 2020 einen Grammy in der Kategorie Best Contemporary Instrumental Album.

## Diskografie

### Alben
| Jahr | Titel                      | Höchstplatzierung, Gesamtwochen, AuszeichnungChartplatzierungen (Jahr, Titel, Platzierungen, Wochen, Auszeichnungen, Anmerkungen) | Höchstplatzierung, Gesamtwochen, AuszeichnungChartplatzierungen (Jahr, Titel, Platzierungen, Wochen, Auszeichnungen, Anmerkungen) | Höchstplatzierung, Gesamtwochen, AuszeichnungChartplatzierungen (Jahr, Titel, Platzierungen, Wochen, Auszeichnungen, Anmerkungen) | Höchstplatzierung, Gesamtwochen, AuszeichnungChartplatzierungen (Jahr, Titel, Platzierungen, Wochen, Auszeichnungen, Anmerkungen) | Höchstplatzierung, Gesamtwochen, AuszeichnungChartplatzierungen (Jahr, Titel, Platzierungen, Wochen, Auszeichnungen, Anmerkungen) | Anmerkungen                                                      |
| Jahr | Titel                      | DE | CH | UK | US | IE | Anmerkungen                                                      |
| ---- | -------------------------- | --- | --- | --- | --- | --- | ---------------------------------------------------------------- |
| 2002 | Re-Foc                     | — | — | — | — | IE94 Gold · (1 Wo.)IE | Charteinstieg IE: 2006                                           |
| 2004 | Live Manchester and Dublin | — | — | — | — | IE11 Platin · (19 Wo.)IE |                                                                  |
| 2006 | Rodrigo y Gabriela         | — | CH90 (1 Wo.)CH | UK53 Gold · (5 Wo.)UK | US98 (9 Wo.)US | IE1 Platin · (28 Wo.)IE | Charteinstieg CH: 2009                                           |
| 2008 | Live in Japan              | — | — | — | US192 (1 Wo.)US | IE48 (3 Wo.)IE |                                                                  |
| 2009 | 11:11                      | — | CH55 (4 Wo.)CH | UK46 (1 Wo.)UK | US34 (9 Wo.)US | IE9 (6 Wo.)IE | Erstveröffentlichung: 4. September 2009                          |
| 2011 | Live in France             | — | CH65 (1 Wo.)CH | — | — | IE16 (5 Wo.)IE | Erstveröffentlichung: 29. Juli 2011                              |
| 2012 | Area 52                    | — | CH74 (1 Wo.)CH | UK50 (1 Wo.)UK | US63 (2 Wo.)US | IE26 (6 Wo.)IE | Erstveröffentlichung: 23. Januar 2012 mit C.U.B.A.               |
| 2014 | 9 Dead Alive               | — | CH73 (1 Wo.)CH | UK39 (2 Wo.)UK | US22 (3 Wo.)US | IE24 (3 Wo.)IE | Erstveröffentlichung: 25. April 2014                             |
| 2019 | Mettavolution              | DE73 (1 Wo.)DE | CH95 (1 Wo.)CH | UK46 (1 Wo.)UK | US71 (1 Wo.)US | — | Erstveröffentlichung: 26. April 2019 Grammy (Instrumental Album) |

Weitere Alben
- 2001: Foc
- 2023: In Between Thoughts ... A New World

### Singles
| Jahr | Titel Album                           | Höchstplatzierung, Gesamtwochen, AuszeichnungChartplatzierungen (Jahr, Titel, Album, Platzierungen, Wochen, Auszeichnungen, Anmerkungen) | Höchstplatzierung, Gesamtwochen, AuszeichnungChartplatzierungen (Jahr, Titel, Album, Platzierungen, Wochen, Auszeichnungen, Anmerkungen) | Höchstplatzierung, Gesamtwochen, AuszeichnungChartplatzierungen (Jahr, Titel, Album, Platzierungen, Wochen, Auszeichnungen, Anmerkungen) | Höchstplatzierung, Gesamtwochen, AuszeichnungChartplatzierungen (Jahr, Titel, Album, Platzierungen, Wochen, Auszeichnungen, Anmerkungen) | Höchstplatzierung, Gesamtwochen, AuszeichnungChartplatzierungen (Jahr, Titel, Album, Platzierungen, Wochen, Auszeichnungen, Anmerkungen) | Anmerkungen |
| Jahr | Titel Album                           | DE | CH | UK | US | IE | Anmerkungen |
| ---- | ------------------------------------- | --- | --- | --- | --- | --- | ----------- |
| 2006 | Stairway To Heaven Rodrigo y Gabriela | — | — | — | — | IE39 (2 Wo.)IE |             |

Beiträge für Kompilationen
- 2021: The Struggle Within auf The Metallica Blacklist

## Auszeichnungen für Musikverkäufe
Anmerkung: Auszeichnungen in Ländern aus den Charttabellen bzw. Chartboxen sind in ebendiesen zu finden.
| Land/RegionAuszeichnungen für Musikverkäufe (Land/Region, Auszeichnungen, Verkäufe, Quellen) | Gold     | Platin     | Verkäufe | Quellen        |
| -------------------------------------------------------------------------------------------- | -------- | ---------- | -------- | -------------- |
| Irland (IRMA)                                                                                | Gold1    | 2× Platin2 | 37.500   | irishcharts.ie |
| Vereinigtes Königreich (BPI)                                                                 | Gold1    | —          | 100.000  | bpi.co.uk      |
| Insgesamt                                                                                    | 2× Gold2 | 2× Platin2 |          |                |